# 布赖恩·威尔逊
布赖恩·道格拉斯·威尔逊（英語：Brian Douglas Wilson，1942年6月20日—2025年6月11日）是一位美國音樂家、詞曲作家、歌手及唱片製作人，為海灘男孩的共同創辦人皆首任主唱。他經常被譽為天才，以其對流行音樂創作的新穎手法與錄音技術的精湛掌握著稱，被廣泛認為是20世紀最具創新性與影響力的詞曲作者之一。
威爾森的製作成就為流行音樂獲得作為藝術形式的肯定鋪路，也促成了唱片公司旗下藝人前所未有的創作自主時代。他被視為多種音樂風格與運動的重要人物，包括加州之梦、藝術流行、迷幻音乐、室內流行、前衛音樂、龐克、另類創作與陽光流行等。自1980年代起，他的影響力亦延伸至後龐克、獨立搖滾、情緒搖滾、夢幻流行、渋谷系與chillwave等音樂風格。他曾獲得多項業界殊榮，包括兩座葛萊美獎與甘迺迪中心榮譽獎，並獲金球獎與黃金時段艾美獎提名。他於1988年入選摇滚名人堂，2000年入選歌曲作者名人堂。

## 生平

### 早期

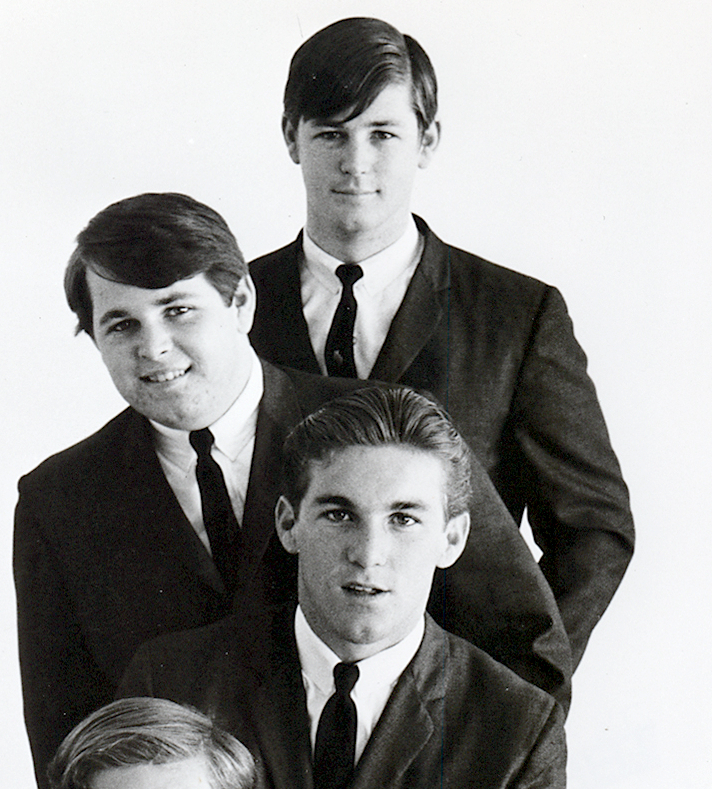
威爾森（上）和他的兄弟卡爾（中）和丹尼斯（下），攝於1962年。

布萊恩·威爾森於1942年出生於加利福尼亞州英格爾伍德，兩歲時隨家人搬遷至霍桑。他的音樂風格深受乔治·格什温、四人組合The Four Freshmen、製作人菲尔·斯佩克特以及作曲家伯特·巴卡拉克等人影響。
威爾森於1961年開始音樂職業生涯，當時他與弟弟丹尼斯·威爾森與卡爾·威爾森，以及表親迈克·洛夫與好友艾爾·賈丁共同組成「海灘男孩」，並負責團體的大部分作曲工作。1962年與国会唱片簽約後，威爾森成為首位被廣泛認可能夠獨自作曲、編曲、製作並演唱自己作品的流行音樂創作者。
由於心理壓力、難以兼顧創作壓力與舞台演出，威爾森自1964年底起退出海灘男孩的現場巡演，僅偶爾出現在電視節目，並專注於作曲與錄音製作。他開始大量依賴錄音室樂手，並以製作人與編曲者的身份，嘗試突破傳統搖滾音樂的界限。特別是在貝斯的運用上，他引入錄音室樂手進行超越自身技術水準的演奏，創造出迴避根音、旋律感強的貝斯線條，打破當時的常規，並對如保羅·麥卡尼等音樂人產生深遠影響。至1960年代中期，威爾森已創作或合寫超過二十首進入美國告示牌前40名的熱門單曲，包括〈Surf City〉（1963年）、〈I Get Around〉（1964年）、〈Help Me, Rhonda〉（1965年）等冠軍作品。他被視為搖滾音樂史上最早的「作者型製作人」（auteur）之一，也是首批將錄音室視為創作工具的藝術家。

### 事業下坡及復興
1966年，他製作了專輯《宠物之声》，同年發行的單曲〈美妙振动〉則大獲成功，同時也得到了諸多專業人士的高度讚譽。期間他亦著手錄製下一張專輯《Smile》，但由於精神狀況惡化，該專輯最終未能發行。此後，他在海灘男孩的創作與錄音參與逐漸減少，健康亦每況愈下。進入一段長期隱居、暴食與藥物濫用的時期。
自1970年代中期至1980年代期間，他接受精神科醫師尤金·蘭迪的治療，展開飽受爭議的創作與商業合作關係，1977年發表近乎個人創作的專輯《The Beach Boys Love You》，展開職業生涯的第一次復出。1980年代，在推出首張個人專輯《布萊恩·威爾森》（Brian Wilson）後，威爾遜於1991年與蘭迪斷絕關係。其後他雖偶爾與海灘男孩合作，仍以個人名義持續發展音樂生涯。1999年，隨著弟弟卡爾辭世，他與海灘男孩分道揚鑣，組建以其名為名的樂團，積極展開現場演出活動，直到2025年去世前的三年。

### 21世紀

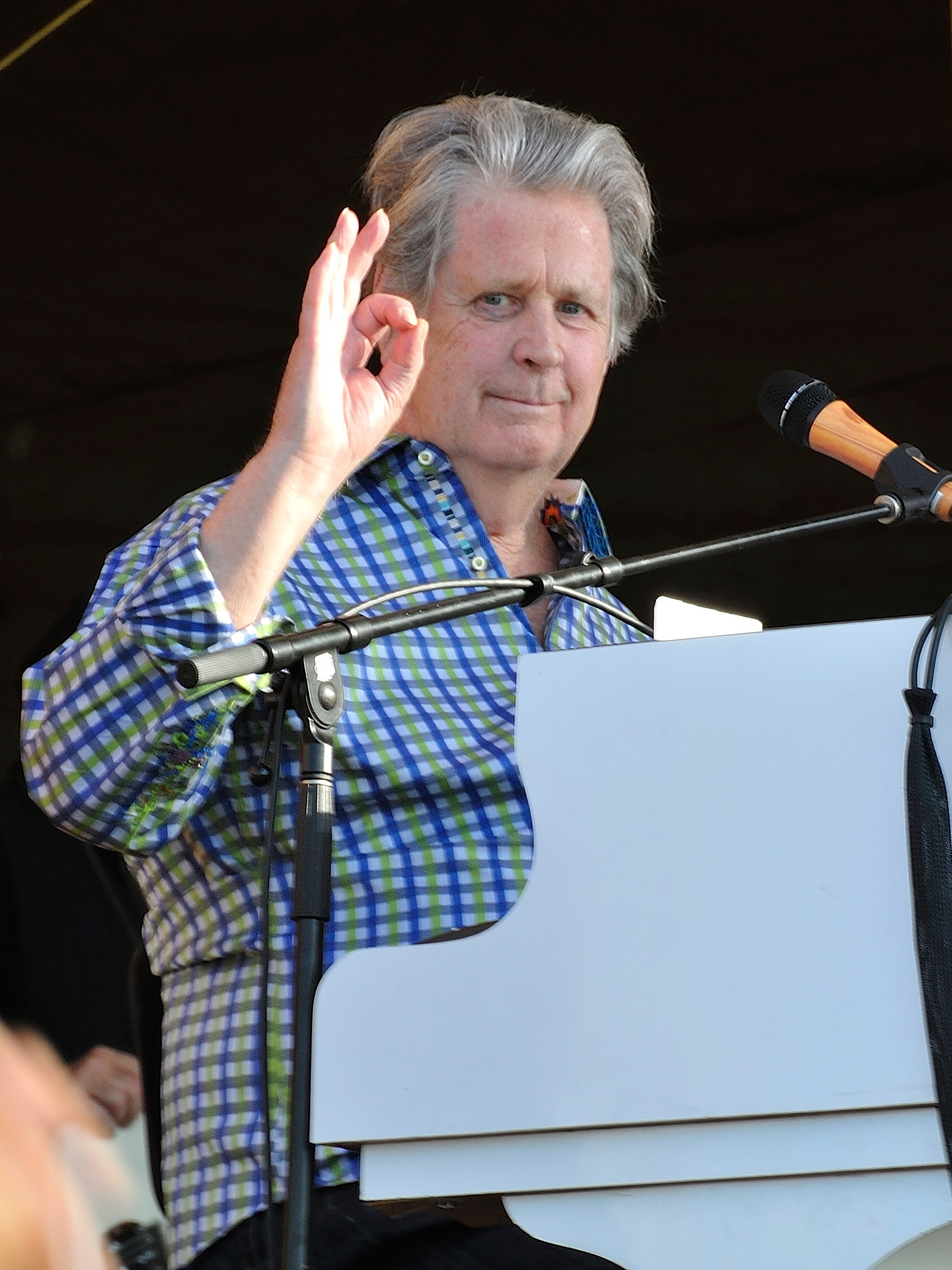
威爾森出席2012年新奧爾良爵士與文化遺產節。

2000年至2002年間，他展開世界巡演，其個人演出活動逐漸升溫。並開始在美國、歐洲和日本的巡迴演出。作為其個人活動的頂峰，他於2004年在凡·戴克·帕克斯與團員達里安·薩哈納賈的協助下，完成歷經37年未竟的《宠物之声》，首次在舞台上公開演出，隨後推出錄音室專輯與黑膠唱片。2008年9月，他與其海灘男孩時期的唱片公司國會唱片重簽合約，發行以故鄉加州與其音樂歷程為主題的概念專輯《Lucky Old Sun》。
2009年10月8日，他宣布轉投迪士尼旗下的華特迪士尼唱片，並預告將推出向喬治·蓋希文與迪士尼音樂致敬的專輯。2010年8月發行的蓋希文致敬專輯《Reimagines Gershwin》榮登《告示牌》爵士專輯榜首位。次年10月，他發表了翻唱迪士尼歌曲的專輯《In The Key Of Disney》。
2012年，他參與海灘男孩成軍50週年重聚計畫，參與錄製專輯《God Made the Radio》並自4月至9月展開世界巡演。支援成員則由麥克·洛夫領導的現行海灘男孩巡演樂隊與布萊恩本人的樂團成員組成。
2014 年 9 月，威爾森出席了多倫多國際電影節由比爾·波拉德執導的傳記片《搖滾愛重生》的首映。本片主要敘述關於威爾森的傳記故事。威爾森為電影貢獻了《One Kind of Love，這首歌後來獲得了金球獎最佳原創歌曲名。
2015年4月，他與喬·湯瑪斯共同製作的個人專輯《No Pier Pressure》發行，這是他睽違七年推出的全新原創專輯，並邀請到海灘男孩歷代成員中的艾爾·賈丁、戴維·馬克斯與布朗迪·查普林擔任客座演出。2016年3月，威爾森和艾爾·賈丁舉辦《Pet Sounds》50 週年世界巡迴演唱會，被認為是他專輯的最後一次演出。

### 晚年
2010年代後期，威爾森接受了兩次背部手術，之後需依賴助行器行走。2019年，由於精神健康惡化，他取消了部分演出行程。然而隔月，他在社群媒體上表示已恢復健康，並將重啟巡演。受到COVID-19疫情影響中止演出，但在2021年8月重新展開巡演。同年11月，他發行了兩張作品：《At My Piano》，收錄重新編曲的鋼琴演奏版本，以及紀錄片《Brian Wilson: Long Promised Road》的原聲帶，後者收錄多首新曲與未曾發表的作品。
2021年底，威爾森將其詞曲版權以5,000萬美元售予环球音乐出版集团。其中，作曲者份額部分支付了約3,200萬美元，另1,900萬美元則為根據1976年版《版權法》所擁有的「回復權」（可於特定期間內收回版權）的對價。2022年，前妻瑪麗蓮（Marilyn）以她應得的一半詞曲版稅未支付為由，對威爾森提起訴訟，索賠670萬美元。
2022年7月26日，威爾森於密西根州克拉克斯頓的松山劇院（Pine Knob Music Theatre）舉行與芝加哥合唱團的聯合巡演最終場。當時他被報導為「全程表情僵硬，未展現反應」。數日後，因「無法預料的健康狀況」，他的經紀團隊宣布取消其餘所有巡演場次。
2024年1月30日，威爾森的妻子梅琳達·萊德貝特在家中去世。翌月，官方宣布威爾森患有失智症，並於2024年5月進入新的監護安排。同年，也宣佈他於1970年為佛瑞德·韋爾（Fred Vail）製作但未完成的專輯《Cows in the Pasture》將於2025年發行，並將搭配一部紀錄專輯製作歷程的紀錄片播出。由於威爾森於2025年6月去世，其遺作與最終專輯的發行日期目前尚未公布。

## 逝世
布萊恩·威爾森於2025年6月11日逝世，享壽82歲。其家屬未公布進一步詳情，包括死因。
曾於2014年傳記電影《搖滾愛重生》中飾演威爾森的演員約翰·庫薩克寫道：「大師已離世——他是個行走的開放之心，有著能聽見天使的耳朵。這是真的。今晚願你與你所愛的人蒙受愛與憐憫。」
艾爾頓·強也致敬威爾森，稱其為「最重要的音樂影響之一」，並讚譽他為「音樂天才」與「革命者」。
向威爾森致敬的音樂人與藝術家還包括：林哥·史達、巴布·狄倫、卡洛·金、基思·理查兹、米克·佛利特伍德、羅尼·伍德、瑪姬·羅傑斯、葛蕾西·亞伯拉罕、克莱尔·科特里尔、南茜·辛纳特拉、朱利安·列侬、西恩·列侬、黛安·華倫、约翰·凯尔、斯蒂芬·畢曉普、奎斯特拉夫與導演卡梅伦·克罗等人。

## 音乐作品
- 《Brian Wilson (album)》（1988年）
- 《I Just Wasn't Made for These Times (album)》（1995年）（電影原聲帶）
- 《Orange Crate Art（英语：Orange Crate Art）》（1995年，與Van Dyke Parks（英语：Van Dyke Parks）》合作）
- 《Imagination (Brian Wilson album)》（1998年）
- 《Gettin' In over My Head（英语：Gettin' In over My Head）》（2004年）
- 《Brian Wilson Presents Smile（英语：Brian Wilson Presents Smile）》（2004年）
- 《What I Really Want for Christmas（英语：What I Really Want for Christmas）》（2005年）
- 《That Lucky Old Sun (album)》（2008年）
- 《Brian Wilson Reimagines Gershwin（英语：Brian Wilson Reimagines Gershwin）》（2010年）
- 《In the Key of Disney（英语：In the Key of Disney）》（2011年）
- 《No Pier Pressure（英语：No Pier Pressure）》（2015年）
- 《At My Piano（英语：At My Piano）》（2021年）

## 獎項與榮譽

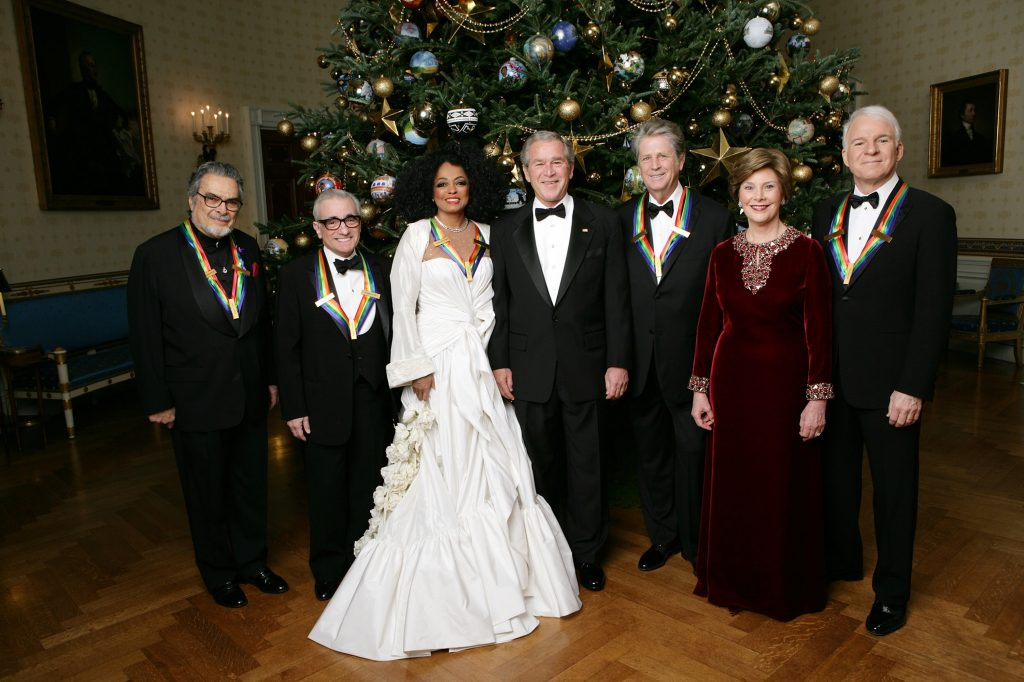
2007年於甘迺迪中心。（左起）萊昂·弗萊舍、馬丁·史柯西斯、黛安娜·羅斯、美國總統喬治·W·布希、威爾森、劳拉·布什、史提夫·馬丁。

- 九次葛萊美獎提名者，兩次獲獎。[47]

| 組織                 | 年份   | 獎項                                                                                         | 結果 | 来源   |
| -------------------- | ------ | -------------------------------------------------------------------------------------------- | ---- | ------ |
| 葛萊美獎             | 2005年 | "Mrs. O'Leary's Cow"獲最佳搖滾樂器演奏獎                                                     | 獲獎 | [ 48 ] |
| 葛萊美獎             | 2013年 | 《The_Smile_Sessions》獲葛萊美獎最佳歷史專輯                                                 | 獲獎 | [ 49 ] |
| 搖滾名人堂           | 1988年 | 以海灘男孩成員身分入選                                                                       | 榮譽 | [ 50 ] |
| 黃金時段艾美獎       | 1996年 | 《Brian Wilson: I Just Wasn't Made For These Times》獲黃金時段艾美獎傑出文化音樂舞蹈節目提名 | 提名 | [ 51 ] |
| 歌曲作者名人堂       | 2000年 | 由保羅·麥卡尼引介                                                                            | 榮譽 | [ 53 ] |
| 艾弗·诺韦洛奖        | 2003年 | 表彰其對流行音樂的貢獻                                                                       | 榮譽 | [ 54 ] |
| 東北大學             | 2003年 | 音樂榮譽博士學位                                                                             | 榮譽 | [ 54 ] |
| 廣播音樂公司         | 2004年 | BMI標誌性人物獎                                                                              | 榮譽 | [ 55 ] |
| 音樂關懷年度人物     | 2005年 | 表彰其藝術與慈善成就                                                                         | 榮譽 | [ 56 ] |
| 英國音樂名人堂       | 2006年 | 由平克·弗洛伊德吉他手大衛·吉爾摩引薦入選                                                     | 榮譽 | [ 57 ] |
| 好萊塢露天劇場名人堂 | 2007年 | 入選                                                                                         | 榮譽 | [ 58 ] |
| 甘迺迪中心榮譽獎     | 2007年 | 授勳                                                                                         | 榮譽 | [ 59 ] |
| 成就學院             | 2008年 | 金盤獎                                                                                       | 榮譽 | [ 61 ] |
| 加州大學洛杉磯分校   | 2011年 | UCLA春季音樂節喬治與艾拉·蓋希文獎                                                            | 榮譽 | [ 62 ] |
| 金球獎               | 2015年 | 以搖滾愛重生中歌曲《One Kind of Love》提名金球獎最佳原創歌曲                                 | 提名 | [ 63 ] |

### 民調與評論家排名
| 組織                  | 年份   | 說明                                                                          | 来源   |
| --------------------- | ------ | ----------------------------------------------------------------------------- | ------ |
| NME                   | 1966年 | 威爾森在讀者票選的「世界音樂人物」中排名第四。                                | [ 64 ] |
| Rolling Stone         | 2008年 | 威爾森在「史上最偉大的100位歌手」名單中排名第52位。                           | [ 65 ] |
| NME                   | 2012年 | 威爾森在「史上最偉大的50位製作人」名單中排名第八。                            | [ 66 ] |
| Rolling Stone         | 2015年 | 威爾森在「史上最偉大的100位詞曲作者」名單中排名第12位。                       | [ 67 ] |
| Rolling Stone         | 2020年 | 《Brian Wilson Presents Smile》在「史上最偉大的500張專輯」名單中排名第399位。 | [ 68 ] |
| Ultimate Classic Rock | 2022年 | 威爾森在搖滾史上最佳製作人名單中排名第二。                                    | [ 69 ] |
| Rolling Stone         | 2023年 | 威爾森在「史上最偉大的200位歌手」名單中排名第57位。                           | [ 70 ] |

註釋
1. ↑  比鮑勃·迪倫領先約1,000票，落後約500票於約翰·藍儂。
2. ↑  在他的條目中被形容為1960年代中期「最終極的創作型歌手」。
3. ↑  補充說明：「很少有人真正理解布萊恩·威爾森在1960年代中期的錄音室技術有多麼開創性」。
4. ↑  補充說明：「他在製作與創作方面的才華如此著名，以至於他作為歌手的天賦經常被忽略」。

## 外部連結
- 官方网站
- 布赖恩·威尔逊在Allmusic上的頁面
- 布赖恩·威尔逊的Discogs页面 （英文）
- 布赖恩·威尔逊在互联网电影资料库（IMDb）上的資料（英文）
- 布赖恩·威尔逊在豆瓣上的资料（简体中文）
- 布赖恩·威尔逊在MusicBrainz上的頁面 （英文）